# Omskavia Airlines
Pour les articles homonymes, voir OMS (homonymie).
Omskavia Airlines ou Aviakompaniya Omskavia est une compagnie aérienne russe basée à l'aéroport d'Omsk. Elle a été créée le 1er février 1994.

## Code data
- Association internationale du transport aérien AITA Code : N3
- Organisation de l'aviation civile internationale OACI Code : OMS
- Nom d'appel :

## Alliance
- Membre d'AiRUnion alliance entre compagnies russes comprenant :

- Domodedovo Airlines
- KrasAir
- Samara Airlines
- Sibaviatrans (SIAT)

## Flotte
La compagnie exploite différents types d'avions d'origine russe : 
- 9 Tupolev Tu-154M
- 1 Antonov An-24RV